# كريستن كولين
كريستن كولين (بالنرويجية البوكمول: Christen Collin)‏ هو كاتب سير ومترجم نرويجي، ولد في 25 نوفمبر 1857 في تروندهايم في النرويج، وتوفي في 1 أبريل 1926 في أوسلو في النرويج.